# 2-я Романийская моторизованная бригада
2-я Романийская моторизованная бригада (серб. Друга романијска моторизована бригада) — мотострелковая бригада Войска Республики Сербской, состоявшая в Сараевско-Романийском и Дринском корпусах. По предварительным данным, бригада в своём составе насчитывала 7 тысяч человек. Зона ответственности бригады была одной из наиболее крупных за время существования: от села Криваевичи на Нишичском плато в общине Илияш до деревни Скелани на границе с Союзной Республикой Югославией.

## История
2-я Романийская моторизованная бригада сформирована на территории общины Соколац 21 мая 1992 года с целью защиты сербского гражданского населения от атак АРБиГ. До ноября 1992 года она была в составе Сараевско-Романийского корпуса, после переведена в Дринский корпус.
2-я Романийская бригада включала в себя десять моторизованных батальонов, по одному бронетанковому батальону и батальону снабжения, а также штабные части. 4 июня 1992 года у местечка Жепа в засаду попала часть бригады: в результате стычки с мусульманскими солдатами погибли 58 военнослужащих бригады.
В настоящее время в Соколаце ежегодно в мае проводятся поминальные службы по погибшим солдатам, а к центральному памятнику возлагаются венки в день образования бригады. В городе организуется ежегодно выставка, посвящённая военной истории общин Республики Сербской; на всеобщее обозрение выставляются фотографии погибших бойцов бригады.